# Eriolus caraibeus
Eriolus caraibeus är en insektsart som beskrevs av Bolívar, I. 1888. Eriolus caraibeus ingår i släktet Eriolus och familjen vårtbitare. Inga underarter finns listade i Catalogue of Life.